# 盤式橋牌
盤式橋牌由四名玩家進行，是橋牌的一種形式，常屬於聯誼性質，但有時也會有賭金。和其他的桌上型遊戲一樣，運氣和技巧都會影響盤式橋牌的結果。在長期下，技巧會比運氣有更大的影響。

## 遊戲目標
競賽的兩個配對要各自試著拿到「線下」的分數，以贏得兩個局來結束一盤。一局代表藉由完成一個或以上的合約，在「線下」拿到 100 分或更多（不可被敵方完成的一局打斷）。對無法達成合約的罰分寫在敵方的「線上」，在最後會列入計算，但不影響一盤結束前的情況。
理論上，一個盤可以打到無限久，因為拿到較差牌的配對可以犧牲，讓他們的對手在「線上」得到高分，但卻無法在線下得分而結束一盤。

## 計分
主條目：橋牌計分
和大多數遊戲一樣，計分表分為「己方」和「敵方」兩個垂直欄。盤式橋牌的計分表還用了一條水平線，以分辨完成合約所得的分數，以及用其他方式得到的分數。如果莊家完成合約，則用叫到的線位，乘上以花色為準的分數，就是寫在線下的分數。超磴也乘上花色分數寫在線上。
梅花和方塊（低花）的分數是 20；紅心和黑桃（高花）則是 30。無王的分數也是 30，但可在線下加上額外的 10 分。
範例：
叫到: 2 ♣，吃到九磴：線下 40（2×20）分，線上 20（1×20）分。
叫到: 4 ♥, 吃到十磴：線下 120（4×30）分，線上 0（0×30）分。
叫到: 4 NT, 吃到十一磴：線下 130（4×30+10）分，線上 30（1×30）分。

### 局和盤
若任一對在線下拿到 100 分以上（一次拿到或和之前線下已有的分數總和都可以），該對就得到一局，而在這之前得到的所有線下分數，現在起都變成線上分數（在分數下面劃一條線表示）。
先贏得兩局的一對贏得這一盤。他們若是連勝兩局，則可在線上得到 700 分的獎分；若他們的對手也有完成一局，則贏得這一盤代表 500 分獎分。
若比賽中途結束，則在對手還沒有一局時先贏得一局的一方，可以得到 300 分。

### 身價和滿貫獎分
已經完成一局的一對有身價，這在計算滿貫獎分和不足磴數時很重要。
如果一個配對叫到且完成六線的任一合約（亦即只輸一磴牌），就完成了小滿貫。他們可以（在線上）得到 500 分（無身價時）或 750 分（有身價時）。如果叫到且完成七線的任一合約（贏得每一磴牌），則就完成大滿貫，而可以得到 1000 分（無身價）或 1500 分（有身價）。

### 不足磴
如果配對無法完成合約，則他們的對手可以在線上得分。如果配對無身價，每不足一磴他們的對手可以得 50 分，有身價時則一磴 100 分。

### 賭倍
若配對被賭倍而完成合約，他們叫的每一線位分數都可加倍計算，而每個超磴則可多得 100 分（無身價）或 200 分（有身價）。配對還可以額外得到 50 分「屈辱分」。如果合約被再賭倍，則以上全部分數再加倍計算。滿貫獎分和贏得一盤的獎分不受賭倍影響，不過由於賭倍會增加線下分數，所以會使一局達成的速度變快。
如果配對被賭倍而倒約，則罰分（另一對得到的分數）如下：
- 若配對無身價，則第一個不足磴 100 分，第二和第三磴各 200 分，而第四磴起一磴 300 分。
- 若配對有身價，則第一個不足磴 200 分，第二磴起每磴 300 分。

若合約被再賭倍，則以上分數也是再加倍計算。

### 尊牌
盤式橋牌有一些和複式橋牌不同的獎分，稱作「尊張」。這類獎分是藉由一位玩家拿到特殊的手牌而獲得，而與該牌的結果無關。這些獎分是寫在線上：
- 一個人拿到五張王牌尊牌（A, K, Q, J, 10）中的四張，可獲得 100 分；
- 一個人拿到五張王牌尊牌，可獲得 150 分；
- 一個人在無王合約拿到四張 A，可獲得 150 分；

玩家必須在下一牌開始前宣告自己獲得尊牌獎分。如果他忘了這麼作，則獎分作廢。

## 範例
下面的例子說明了盤式橋牌的流程（線上分寫入的順序通常是由下而上，而線下分是由上往下）：
1. 南北叫到 1NT（線下 40）且超打一磴（線上 30）
2. 東西叫到且作成 3♥（線下 90）
3. 東西叫到 3♦，被賭倍，結果倒二（對方線上 300）
4. 南北叫到且作成 2NT（線下 70），這和之前的 40 組成一局。分數下新畫上一條線，而東西之前的 90 分被消掉（移到線上）。南北現在起有身價。
5. 東西叫到且作成 6♠（線下 180），拿到己方的一局，並得到滿貫獎分（線上 500）。莊家另外宣告了尊張獎分（線上 100）。東西現在起也有身價。新畫上一條線。
6. 南北叫到且作成 4♠。這是他們的第二局，本盤結束。他們由於以 2-1 局數獲勝而得到 500 分，因此總分為南北 1060 分，東西 870 分。

## 歷史
1931 年十二月到 1932 年一月間，以伊萊·寇伯森和席尼·蘭茲為首的兩支隊伍進行了一場被稱作「世紀橋牌之戰」的著名競賽。這場競賽吸引了龐大的媒體與公眾關注，也使合約橋牌廣受大眾歡迎。比賽共進行了 150 盤，最終寇伯森隊以 8,980 分之差勝出。對寇伯森而言，這場比賽在提倡橋牌本身，或是他自己的叫牌概念這兩方面上，都是極大的成功。

## 外部連結（英文）
- 寇伯森-蘭茲的比賽 （页面存档备份，存于）

- 線上盤式橋牌分數紀錄表 （页面存档备份，存于）